# Костів Святослав Ярославович
Святослав Ярославович Костів (нар. 16 листопада 1978, с. Великі Дедеркали Шумського району Тернопільської області, Україна) — український вчений у галузі медицини, доктор медичних наук (2016), професор (2018), професор кафедри хірургії № 2 Тернопільського національного медичного університету імені І. Я. Горбачевського, судинний хірург.

## Життєпис
У 1995 році закінчив Борщівську ЗОШ №1 та вступив на навчання до Тернопільської державної медичної академії імені І.Я. Горбачевського. 
У 2001 році закінчив Тернопільську державну медичну академію ім. І.Я. Горбачевського із відзнакою та вступив на навчання в магістратуру на кафедру госпітальної хірургії Тернопільської державної медичної академії ім. І.Я. Горбачевського. У 2003 році захистив наукову роботу на здобуття наукового ступеня магістр медицини на тему «Попередження виникнення синдрому обкрадання при реконструкції аорто-клубового сегмента».
2003—2005 — аспірантура на кафедрі госпітальної хірургії ТДМА ім. І. Я. Горбачевського.
З 2005 року працює у Тернопільському медичному університеті: асистент кафедри загальної хірургії з топографічною анатомією, травматологією та ортопедією (2005—2009), асистент кафедри хірургії з анестезіологією № 2, доцент кафедри хірургії № 2 (2011—2017), професор кафедри хірургії № 2 ТНМУ (з 2017 року).
З 2015 року — головний експерт з судинної хірургії управління охорони здоров’я Тернопільської ОДА.

## Наукова діяльність
Кандидатську дисертацію на тему «Корекція реперфузійного синдрому при хірургічному лікуванні атеросклеротичної оклюзії аорто-стегнового сегменту» Костів С. Я. захистив у 2005 році.
У 2017 році захистив наукову роботу на здобуття наукового ступеня доктора медичних наук на тему «Післяопераційні венозні тромбози: профілактика, діагностика, лікування».
Сфера наукових інтересів лежить у площині вивчення актуальних питань судинної хірургії.
Член спеціалізованої вченої ради Д.61.05108.

## Доробок
Костів С. Я. є автором та співавтором більше 100 наукових публікацій у фахових журналах, авторських свідоцтв на корисну модель, інформаційних листів, 2 посібників.

### Окремі праці
- Венгер, І.К. Повторна реваскуляризація рецидиву хронічної артеріальної недостатності після реконструкції аорто/клубово-стегнового сегмента/ І.К. Венгер, М.О. Гусак, Д.В. Ковальський, С.Я. Костів, Н.І. Герасимюк // Шпитальна хірургія. Журнал імені Л. Я. Ковальчука. – 2020. - №4. – С. 78 – 84.
- Венгер, І.К. Корекція кислотно-лужного балансу крові в системі попередження та лікування реперфузійно-реоксигенаційного синдрому в пацієнтів із хронічною критичною ішемією нижніх кінцівок/ І.К. Венгер, Н.І. Герасимюк, С.Я. Костів, А.Р. Вайда, М.О. Гусак// Шпитальна хірургія. Журнал імені Л. Я. Ковальчука. – 2020. - №2. – С. 21 – 26.
- Костів, С.Я. Хірургічне лікування атеросклеротичного ураження екстракраніальних артерії у пацієнтів із поєднаним атеросклеротичним каротидного та аорто/клубово стегнового басейнів/ С.Я. Костів, І.К. Венгер, Н.І. Герасимюк, М.О. Гусак, Д.В. Ковальський// Здобутки клінічної і експериментальної медицини: матеріали підсумкової LXIII науково-практичної конференції. – 2020. – C. 36 – 38.
- Венгер, І.К. Корекція кислотно-лужного балансу крові в системі попередження та лікування реперфузійно-реоксигенаційного синдрому в пацієнтів із хронічною критичною ішемією нижніх кінцівок / І.К. Венгер, Н.І. Герасимюк, С.Я. Костів, А.Р. Вайда, М.О. Гусак// Шпитальна хірургія. Журнал імені Л. Я. Ковальчука. – 2020. - №2. – С. 21 – 26.
- Kostiv, S.Y. Ultrasound thromboelastagraphy for the choice of treatment of patients with postoperative venous thrombosis/ Kostiv, S. Y., Khvalyboha, D.V., Venher, I.K., Zarudna, O.I., & Kostiv, O.I.// International Journal of Medicine and Medical Research. – 2020. - № 5. Р. 56 – 60.
- Венгер, І.К. Хірургічна тактика при поєднаному стенотично-оклюзивному ураженні екстракраніальних артерій та аорто/клубово-стегнової зони/ І.К. Венгер, О.Б. Колотило, С.Я. Костів, Н.І, Герасимюк, В.Я. Качмар// Шпитальна хірургія. Журнал імені Л. Я. Ковальчука. – 2019. - №3. – С. 19 – 23.
- Венгер, І.К. Патогенетичне обґрунтування профілактики та корекції реперфузійно-реоксигенаційного синдрому при реваскуляризації артеріального русла в умовах хронічної критичної ішемії нижніх кінцівок/ І.К, Венгер, Н.І, Герасимюк, С.Я, Костів, І.І. Лойко, М.О. Гусак// Вісник медичних і біологічних досліджень. – 2019. - №2. – С. 19 – 23.
- Венгер, І.К. Повторна реваскуляризація рецидиву хронічної артеріальної недостатності у пацієнтів після реконструкції аорто/клубово-стегнової зони/ І.К, Венгер, Н.І, Герасимюк, С.Я, Костів, І.І. Лойко, М.О. Гусак// Вісник медичних і біологічних досліджень. – 2019. - №1. – С. 9 – 15.
- Venher, I.K. Surgical treatment combined occlusive-stenotic lesions of extracranial arteries and aorto/iliac-femoral segment in condition oh high risk of development of reperfusion-reoxigenative complication/ I.К. Venher, O.B. Kolotilo, S.Ya. Kostiv, N.I.Herasymiuk// Georgian medical news. – 2019. - №9. – Р. 7 – 9.